# Katsuyama

Katsuyama (勝山市 Katsuyama-shi?) este un municipiu din Japonia, prefectura Fukui.